# ジョン・コプラリオ
ジョン・コプラリオ（John Cop[e]rario,  1570年ごろ - 1626年）は、16世紀末から17世紀前半に活躍したイングランドの作曲家・弦楽器奏者。本名はジョン・クーパー（John Cooper）というが、イタリア文化への傾倒から、17世紀初頭にイタリア風にジョヴァンニ・コプラリオ（Giovanni Coprario）と名乗った。現在はジョン・コプラリオまたは単にコプラリオとして知られている。宮廷楽師としてヴィオラ・ダ・ガンバやリュートの演奏に携わった。
姓を改めてからイタリアに行ったとしばしば言われてきたものの、そのことを証明する文書は存在していない。1622年から皇太子チャールズに仕えて音楽教師を務めたかもしれない。チャールズ1世が即位してからその任務に就いているからである。長年にわたってハートフォード伯エドワード・セイマーの庇護を受け、セイマーのためにウィリアム・ローズを指導した。
コプラリオの作品のうち、幻想曲、セット、ヴィオラ・ダ・ガンバやヴァイオリンのためのその他の曲集、2冊の歌曲集（《葬儀の涙 Funeral Teares 》(1606年) と《挽歌（皇太子ヘンリーの早世を悼んで） Songs of Mourning: Bewailing the Untimely Death of Prince Henry 》(1613年) が知られる。音楽論文『作曲の法則 Rules how to Compose』も執筆した。